# Peter Žiga
Peter Žiga (Košice, 27 de juliol de 1972) és un polític i economista eslovac, militant del partit Direcció - Socialdemocràcia (SMER-SD), que des de 2016 exerceix de ministre d'Economia d'Eslovàquia, en el tercer gabinet de Robert Fico. Entre 2012 i 2016 ocupà el càrrec de ministre de Medi Ambient d'Eslovàquia.

## La vida
Entre 1990 i 1995 estudià a la Facultat d'Administració d'Empreses de la Universitat d'Econòmiques de Bratislava a Košice. L'any 1991, durant els seus estudis, realitzà un curs per a estudiants d'Europa de l'Est sota els auspicis de la Union Bank of Switzerland a Sankt Gallen. Després de la seva graduació administrà diversos empreses eslovaques i estrangeres.
Žiga està casat i té 2 fills. Parla eslovac, anglès, alemany i rus.

## Activitat política
Després de les eleccions legislatives eslovaques de 2006 fou escollit membre del Consell Nacional de la República eslovaca. Des del 19 de juliol de 2006 exercí la funció de secretari d'Estat del Ministeri d'Economia d'Eslovàquia.
A les eleccions de 2010 també fou escollit membre del Consell Nacional, on feu de president de la Comissió de control de la intel·ligència militar.
Després de les eleccions de 2012 es convertí en ministre de Medi Ambient.
Als següents comicis nacionals, a les eleccions de 2016, fou triat com a ministre d'Economia. Aquell mateix any, el portal EurActiv el classificà entre les 40 persones més influents del sector energètic eslovac.